# Robert Shelton (Ku Klux Klan)
Robert Marvin Shelton (n. 12 iunie 1929, Tuscaloosa⁠(d), Alabama, SUA – d. 17 martie 2003) a fost un vânzător de anvelope și tipograf care a devenit cunoscut la nivel național datorită funcției sale de Imperial Wizard al United Klans of America, un grup asociat organizației Ku Klux Klan.

## Cariera
Shelton a lucrat ca muncitor în fabrică și ca vânzător de anvelope. Acesta a fost și proprietarul unei tipografii cu biroul pe Bulevardul Union. Spre finalul anilor '60, Shelton a candidat pentru funcția de comisar de poliție în Tuscaloosa, Alabama. A încheiat examenul pe locul cinci.
Acesta a devenit lider al UKA în 1961, perioada în care numărul membrilor grupului era estimat la 30.000. În 1966, Shelton a fost condamnat la un an de închisoare și a primit o amendă de 1.000$ deoarece a sfidat Congresul Statelor Unite, „pe motiv că a refuzat să elibereze listele cu membri pentru House Un-American Activities Committee”.
În 1984, James Knowles, membru United Klans of America al Klavern 900 din Mobile, a fost condamnat pentru uciderea lui Michael Donald din 1981. Knowles a declarat în cadrul procesului că el și Henry Hays l-au ucis pe Donald „pentru a demonstra puterea Klanului în Alabama”. În 1987, Southern Poverty Law Center a deschis un caz civil în numele familiei victimei împotriva United Klans of America, considerând organizația ca fiind responsabilă pentru moartea lui Donald, un bărbat de culoare în vârstă de 19 ani. Aceștia au fost obligați de către juriu să-i plătească $7 milioane mamei lui Donald. Neavând o astfel de sumă, proprietatea UKA i-a fost oferită acesteia. În timpul procesului civil, Knowles a menționat că „a respectat ordinele” date de Bennie Jack Hays, tatăl lui Henry Hays și locotenentul lui Shelton.
În 1994, Shelton a declarat că „Klanul este credința mea, religia mea. Însă nu va mai funcționa. Klanul a pierit. Pentru totdeauna.”

## Moartea
Shelton a murit în urma unui atac de cord pe 17 martie 2003, în Tuscaloosa, Alabama.